# Serryvania
Cleonymia là một chi bướm đêm thuộc họ Noctuidae.